# Rogowo, Hạt Gryfice
Rogowo [rɔˈɡɔvɔ] là một ngôi làng thuộc khu hành chính của Gmina Trzebiatów, thuộc hạt Gryfice, West Pomeranian Voivodeship, ở phía tây bắc Ba Lan. Nó nằm khoảng 11 kilômét (7 mi) phía bắc Trzebiatów, 28 km (17 mi) phía bắc Gryfice và 96 km (60 mi) về phía đông bắc của thủ đô khu vực Szczecin.
Trước năm 1945, khu vực này là một phần của Đức. Đối với lịch sử của khu vực, xem Lịch sử của Pomerania.
Ngôi làng có dân số là 356 người.